# Onthophagus seabrai
Onthophagus seabrai là một loài bọ cánh cứng trong họ Bọ hung (Scarabaeidae).